# ムーリオ・エンドレス
ムーリオ・エンドレス（Murilo Endres, 1981年5月3日 - ）は、ブラジルの男子バレーボール選手。ポジションはアウトサイドヒッター。元ブラジル代表。ムリーロ・エンドレスの表記も使用されている。
兄は元ブラジル代表のグスタボ・エンドレス。2009年10月22日にバレーボールブラジル女子代表のジャケリネ・カルバリョと結婚した。

## 球歴
- オリンピック - 2008年（銀メダル）、2012年（銀メダル）
- 世界選手権 - 2006年（金メダル）、2010年（金メダル）
- ワールドカップ - 2007年（金メダル）
- ワールドグランドチャンピオンズカップ - 2005年、2009年（優勝）

## 所属クラブ
- サンベルナルド（1998-2003年）
- スザーノ・サンパウロ（2003-2005年）
- カッリポ・ヴィボ・ヴァレンツィア（2005-2006年）
- パッラヴォーロ・モデナ（2006-2009年）
- セージ・サンパウロ（2009-2023年）